# Himertosoma compressicauda
Himertosoma compressicauda là một loài tò vò trong họ Ichneumonidae.